# Carl Petersen (Landwirt)
Carl Albrecht Petersen (* 23. September 1835 in Lübeck; † 25. Juli 1909 in Eutin) war ein deutscher Landwirt, Verbandsfunktionär und Schriftsteller.

## Herkunft, Jugend und Ausbildung
Carl Petersen war ein Sohn des Theologen Johann Friedrich Petersen und dessen Ehefrau Wilhelmine Dorothea, geborene Brauer (* 30. Juni 1808 in Northeim; † 27. März 1864 in Lübeck). Zur Familie gehörten zahlreiche Pastoren, so neben dem Vater der Großvater Johann Friedrich Petersen (der Ältere) und sein Bruder Eginhard Friedrich Petersen, die alle Hauptpastoren am Lübecker Dom waren. Sein Onkel verwaltete ein Gut in Mecklenburg und regte ihn vermutlich früh dazu an, als Landwirt zu arbeiten.
Petersen besuchte das Katharineum zu Lübeck, das er 1851 verließ. Danach absolvierte er eine zweijährige landwirtschaftliche Ausbildung in Hinrichshagen. Danach verwaltete er das Gut Grabowhöfe bei Waren, anschließend die großherzoglich mecklenburg-schwerinischen Domänen Wagun und Kützerhof. Er erbte geringfügig und konnte somit, unterstützt von Verwandten, das Gut Klein-Schwiesow nahe Güstrow kaufen. Nach kurzer Zeit erfuhr er, dass er für das Gut einen viel zu hohen Preis gezahlt hatte. Er musste außerdem wirtschaftliche Rückschläge aufgrund von Viehseuchen und rückläufigen Verkaufspreisen für Agrarprodukte hinnehmen.
Danach verwaltete Petersen die Güter Windhausen und Sensenstein nahe Kassel, die sich beide im Besitz des Grafen Schlieffen auf Schlieffenberg in Mecklenburg befanden. Hier begann er, sich insbesondere mit der Landwirtschaft zu beschäftigen. Er optimierte die Fütterung seiner Milchkühe und verkaufte diese zu niedrigen Preisen nach Kassel. Petersen hatte schon während der Zeit in Kützerhof geschrieben. 1874 gab er sein erstes Buch „Die Rinderviehzucht im landwirtschaftlichen Betriebe und Mittel zur Hebung derselben“ heraus. Er stellte darin dar, wie er in Windhausen erfolgreich Milchwirtschaft betrieb. Er führte Grundsatzgedanken aus, nach denen mehr als zwanzig Jahre später Milchkontrollvereine entstanden. Außerdem schrieb er viele Artikel für die Fachpresse, die ihn bekannt machten.
Petersen engagierte sich seit seiner Zeit in Klein-Schwiesow in landwirtschaftlichen Vereinen. 1873 wählte ihn die „Oldenburgische Landwirtschafts-Gesellschaft“ zum Generalsekretär. 1874 verlegte er seinen Wohnsitz nach Oldenburg, wo er anfing, über Verbesserungen in der Rinderhaltung und Milchwirtschaft zu beraten. Sein wesentlicher Gedanke war, Molkereigenossenschaften einzurichten. Diese Organisationsform wurde allerdings erst in den 1880er Jahren realisiert, in denen Zentrifugen das Molkereiwesen verbesserten.

## Tätigkeiten in Verbänden
1874 gründete Petersen den „Deutschen Milchwirtschaftlichen Verein“ mit. Im selben Jahr besuchte er Dänemark. Über die dänische Landwirtschaft berichtete er in einem Artikel in den „Studien über das Molkereiwesen“. Im Winter 1874/75 hielt er erstmals Vorträge zur Landwirtschaft in Oldenburg und weiteren Orten im Großherzogtum. 1875 initiierte er ein Neugliederung und Optimierung des Tierschauwesens. Dabei kooperierte er mit der Landwirtin Helene Beckhusen, die einen Milchviehbetrieb in Rasted hatte. Petersen schrieb hierüber mehrfach und machte den Betrieb so bekannt. 1875 errichtet Beckhusen, angeregt, durch Petersen, eine Molkereischule. Hier lernten Bauerntöchter die Milchwirtschaft und erhielt Zulauf aus ganz Deutschland und dem Ausland. Es handelte sich um die erste derartige Bildungseinrichtung Deutschlands. Petersen referierte hier ein bis zweimal pro Woche. Er gab die Ausführungen 1877 als „Anleitung zum Betriebe der Milchwirtschaft in fünfzehn Vorträgen“ heraus.
1875 entstand unter Petersens Leitung eine städtische Sammelmolkerei in Oldenburg. Hinzu kam eine Zentralstelle für den An- und Verkauf von Butter. Eine unabhängige Kommission begutachtete die Butter und bezahlte nach deren Qualität. Die Experten fanden heraus, dass die Butter oftmals mangelhaft war. Viele Bauern akzeptierten daher die neue Sammelstelle nicht. Petersen organisierte in den Jahren danach mehrere Molkereiausstellungen. Außerdem schickte er Butter aus Oldenburg zu auswärtigen Veranstaltungen. Die dort gewonnenen Auszeichnungen zeigten, dass die Qualität der in Oldenburg hergestellten Butter zunahm. Im weitere Fortschritte zu erreichen, initiierte Petersen die „Oldenburgische Tafelbutter-Vermarktungsgenossenschaft“. Diese vertrieb ab 1879 feine Tafelbutter und existierte zunächst nur bis 1880. Als später weitere Genossenschaftsmolkereien entstanden, wurde sie wieder aktiv.
Carl Petersen hatte einen Bruder namens Paul Christian Petersen, der als Chemiker arbeitete und ihm 1876 half, ein chemisches Labor für die Analyse von Kunstdünger, Futter und Sämereien einzurichten. Daraus wurde die „Landwirtschaftliche chemische Kontroll-Station der Oldenburgischen Landwirtschafts-Gesellschaft“, die Station für Versuche und Kontrollen der Landwirtschaftskammer Oldenburgs darstellte. Petersen beantragte 1877, eine Direktion für Milchwirtschaft bei der „Oldenburgischen Landwirtschafts-Gesellschaft“ zu schaffen. Diese belehrte hauptsächlich Landwirte und vergab Ausbildungszuschüsse für die Molkereischule in Rasted.
Petersen engagierte sich auch in der Rinderzucht und rief dazu auf, Züchtervereinigungen und Herdbuchvereine zu schaffen.´Er stellte die Wichtigkeit einheitlicher Zuchtziele heraus und forderte, Tiere nicht wie üblich hinsichtlich „Schönheit“, sondern ihrer vorhandenen Milchleistung und äußerlich sichtbaren Milchzeichen auszuwählen.
Petersens bedeutendstes Verdienst war 1879 die Gründung der „Deutschen Viehzucht- und Herdbuch-Gesellschaft“. Er wollte so einen Zusammenschluss aller deutschen Landwirte in einem zentralen Verein erreichen. Anfangs führte er die Geschäfte und übernahm die Redaktion der „Mitteilungen der deutschen Viehzucht- und Herdbuch-Gesellschaft“ und war 1880/81 auch Vorsitzender der Gesellschaft. Aufgrund fehlender finanzieller Mittel und Streitigkeiten der Mitglieder existierte der Verein nur bis 1884. Petersens Gründung war trotzdem bedeutend. So stand er in Briefkontakt mit Max Eyth und bereitete durch seinen Verein die Gründung der Deutschen Landwirtschafts-Gesellschaft (DLG) vor. Die DLG übernahm die Aufgaben von Petersens Gesellschaft und auch dessen Mitteilungsblatt sowie den Großteil der Mitglieder. Petersen schloss sich ebenfalls der DLG an, gehörte zu deren Gesamtausschuss und übernahm von 1898 bis 1905 den Vorsitz der Sonderausschüsse für Absatz und Milchwirtschaft. Darüber hinaus arbeitete er mehrere Jahre als Preisrichter und schrieb Artikel für das DLG-Jahrbuch.

## Arbeiten für den Großherzog von Oldenburg
1880 erhielt Petersen einen Ruf des Großherzogs von Oldenburg in die großherzogliche Güteradministration im oldenburgischen Fürstentum Lübeck. Er beendete daher seine Tätigkeit als Generalsekretär der „Oldenburgischen Landwirtschafts-Gesellschaft“ und ging nach Eutin. Er erstellte eine umfangreiche Statistik über die Fideikommissgüter und führte viele Fördermaßnahmen durch. Dazu gehörten neu gegründete Genossenschaften zur Haltung von Bullen und Viehzuchtvereine.
Petersen regte an, einen „Ostholsteinischen Meierei-Verband“ zu schaffen, der sich 1886 zusammenfand. Der Verband sollte eine qualitative Produktion von Molkereiprodukten ermöglichen und die Artikel günstig vermarkten. Die erfolgreiche Arbeit des Verbandes umfasste schnell die gesamte Provinz Schleswig-Holstein. Petersen initiierte 1889 Butterauktionen, die wöchentlich in Hamburg stattfanden. Hier wurden Preise öffentlich festgehalten und die Hersteller hinsichtlich Qualität beraten. Diese Auktionen wurden in ganz Deutschland übernommen. Aufgrund dieser erfolgreichen Initiative richtete Petersen 1895 in Hamburg eine eigene Verkaufsstelle für Vieh des Meiereiverbandes ein. Es handelte sich um die erste bäuerliche Verwertung von Vieh im Deutschen Reich. Auch hiermit fand er Nachahmer. Darüber hinaus organisierte Petersen viele milchwirtschaftliche Schauen, so 1895 die dritte deutsche Molkereiausstellung, die in Lübeck stattfand.
Ab 1879 entstanden erste Milchkontrollvereine. Petersen schuf daher bei der Landwirtschaftskammer eine Kommission für das Kontrollsvereinswesen, der er selbst vorstand. Er unterstützte die Gründung weiterer Vereine und die Ausbildung von Kontrolleuren. Er schlug der GLG vor, einen Sonderausschuss für Leistungsprüfungen von Rindern einzurichten. Der Ausschuss sollte allen deutschen Kontrollvereinen übergeordnet sein. Er sprach sich dafür aus, Molkerei-Beamtenvereine zu schaffen. Außerdem etablierte er Kurse für Viehwärter und Melker und beteiligte sich somit an der Strukturierung der Ausbildung von Lehrlingen im Molkereiwesen.
Petersens Dienstzeit für den Großherzog endete 1905 mit hohen Ehrungen. Bis Lebensende vertrat er seinen ehemaligen Dienstherrn als ordentliches Mitglied der Landwirtschaftskammer der Provinz Schleswig-Holstein. Dort übernahm er den Vorsitz mehrerer Ausschüsse und Kommissionen. Außerdem saß er im Kuratorium der Kieler Molkereilehranstalt. Darüber hinaus beriet er die Regierung des Fürstentums Lübeck in Fragen der Landwirtschaft und erwarb sich insbesondere im Bereich der Zucht von Pferden und Rindern Verdienste.

## Familie
Petersen heiratete am 19. September 1862 in Malchow Johanna Laura Lisette Raven (* 6. November 1843 in Malchow; begraben am 27. Juni 1933 in Eutin). Ihr Vater arbeitete als Rechtsanwalt, sie selbst als Erzieherin auf Gut Kützerhof. Nach der Heirat arbeitete sie als Sekretärin ihres Mannes.
Das Ehepaar Petersen hatte zwei Töchter und fünf Söhne.

## Werke
Petersen schrieb neben dem Beruf umfangreich und übernahm redaktionelle Aufgaben. In vielen Büchern und Zeitungsartikeln beschäftigte er sich bevorzugt mit Aspekten der Milchwirtschaft. Von 1875 bis 1896 übernahm er die Redaktion und folgend auch die Herausgeberschaft der „Milch-Zeitung“. Kennzeichnend für seine Texte war, dass er nüchtern und klar formulierte.

## Ehrungen
- 1899 wurde Petersen zum Geheimen Ökonomierat ernannt.
- 1903 erhielt er das Ritterkreuz 1. Klasse des Oldenburgischen Haus- und Verdienstordens des Herzogs Peter Friedrich Ludwig